# Sidia Jatta
Sidia Sana Jatta (1945) es un escritor, académico y político gambiano de izquierda, fundador y presidente de la Organización Democrática Popular para la Independencia y el Socialismo (PDOIS), partido político izquierdista. Fue candidato presidencial en tres oportunidades (1992, 1996 y 2001). Ejerce como miembro de la Asamblea Nacional de Gambia en representación del distrito de Wuli West, cargo que ocupó primero desde 1997 hasta 2012 y nuevamente desde 2017.

## Biografía
Un mandinka, Jatta nació en Sutukoba, distrito de Wuli. Fue educado localmente y en la escuela secundaria de Nungua, cerca de Acra, Ghana, de 1961 a 1963, antes de regresar a Gambia para asistir al Yundum College de 1964 a 1966. Después de trabajar como maestro de escuela en varias escuelas primarias y secundarias hasta 1972, se inscribió en la Universidad de Grenoble de 1973 a 1978, obteniendo títulos de grado y maestría en lingüística. Regresó a Francia nuevamente para profundizar sus estudios en 1983.
Después de regresar a Gambia, Jatta trabajó para el Curriculum Development Centre de 1978 a 1983, más tarde como oficial superior de desarrollo de currículos, y también fue investigador en el International African Institute, Londres de 1980 a 1982. Renunció al gobierno en 1986 en protesta por el desempeño ddel gobernante Partido Progresista Popular (PPP).
Jatta fundó la Organización Democrática Popular para la Independencia y el Socialismo en 1986, un partido de oposición al presidente gobernante Dawda Jawara y fue elegido su primer presidente en 1987. Es el coeditor del periódico del partido, Foroyaa. Se presentó en la circunscripción de Wuli como candidato del PDOIS en las elecciones de 1987 y nuevamente en 1992 (cuando también fue candidato presidencial), pero terminó último en ambas elecciones. Junto con Halifa Sallah, rechazó la oferta de un puesto en el gobierno del Consejo de Gobierno Provisional de las Fuerzas Armadas en 1994. Fue detenido brevemente en agosto de 1994 desafiando la prohibición gubernamental de actividades políticas.
En 1997, el distrito electoral de Wuli se dividió en dos distritos electorales (Wuli East y Wuli West). Jatta disputó y ganó el distrito electoral de Wuli West en las elecciones de 1997. Posteriormente, se convirtió en uno de los críticos más acérrimos del gobierno de APRC en el legislativo. Fue reelecto en 2002 y 2007. En 2012 el PDOIS boicoteó las elecciones parlamentarias en protesta por la falta de garantías. Tras la caída del régimen de Jammeh en 2017, Jatta recuperó su escaño en las elecciones de 2017.